# Gryllus bermudensis
Gryllus bermudensis is een rechtvleugelig insect uit de familie krekels (Gryllidae). De wetenschappelijke naam van deze soort is voor het eerst geldig gepubliceerd in 1903 door Caudell.